# Ábel Szocska

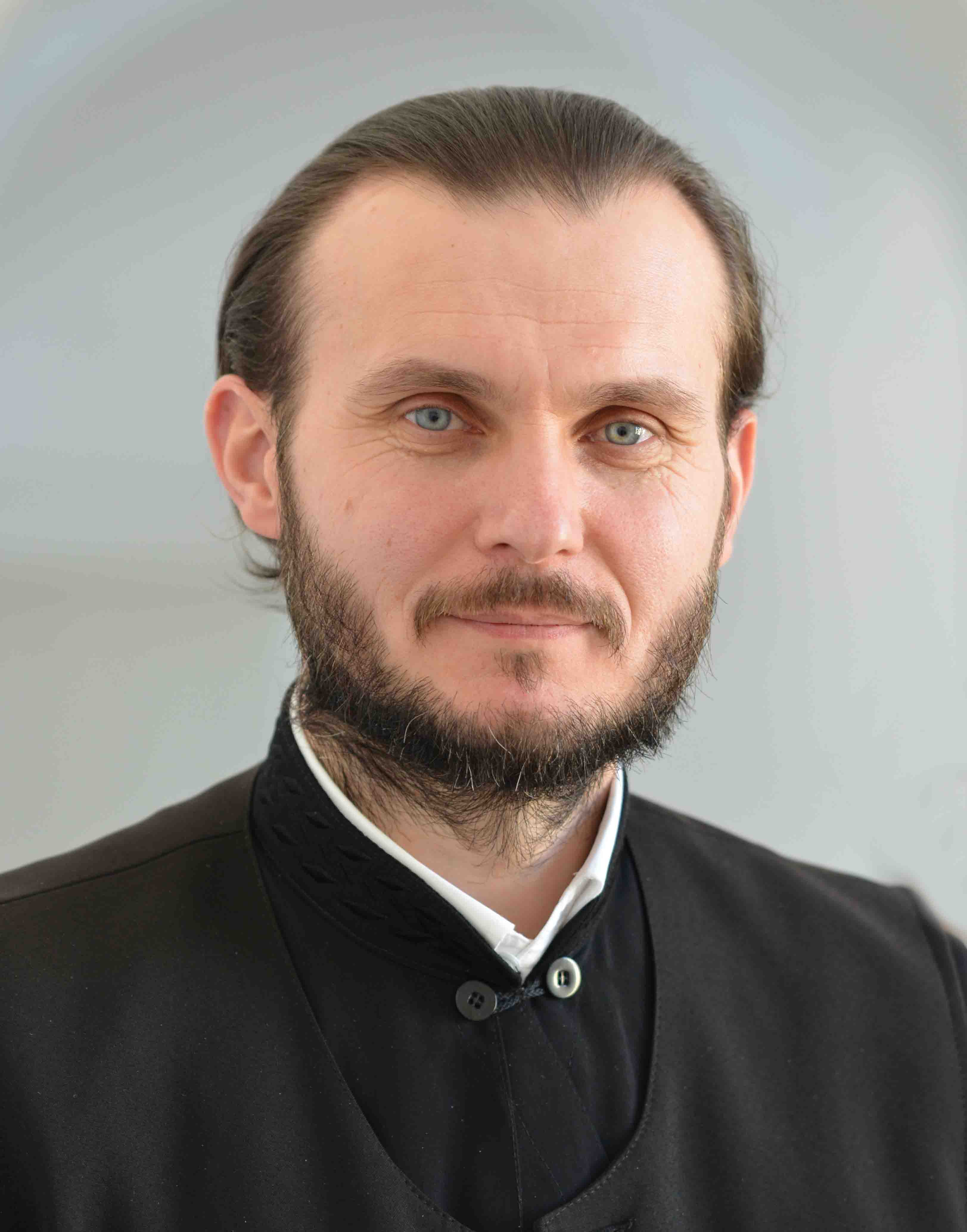
Ábel Szocska (2015)

Ábel Antal Szocska OSBM (* 21. September 1972 in Wynohradiw, Ukrainische SSR) ist ein ukrainischer Ordensgeistlicher und ungarisch griechisch-katholischer Bischof von Nyíregyháza.

## Leben
Ábel Szocska trat 1996 der Ordensgemeinschaft der Basilianer des hl. Josaphat bei und empfing am 30. September 2001 das Sakrament der Priesterweihe.
Am 31. Oktober 2015 ernannte ihn Papst Franziskus zum Apostolischen Administrator der Eparchie Nyíregyháza. Am 7. April 2018 ernannte ihn der Papst zum Diözesanbischof von Nyíregyháza. Der Erzbischof von Hajdúdorog, Fülöp Kocsis, spendete ihm am 10. Mai desselben Jahres die Bischofsweihe. Mitkonsekratoren waren der Bischof von Miskolc, Atanáz Orosz, und der Sekretär der Kongregation für die orientalischen Kirchen, Erzbischof Cyril Vasiľ SJ.